# State of Grace (concierto)
State of Grace (español: Estado de Grace) es el segundo álbum de video de la cantante jamaicana Grace Jones. Fue lanzado en 1986 con el mismo repertorio de A One Man Show, pero la última pista fue reemplazada por "Slave to the Rhythm" para promocionar el exitoso álbum homónimo lanzado un año antes. Al igual que A One Man Show, este sigue siendo inédito en DVD.

## Lista
1. "Warm Leatherette" (Daniel Miller)
2. "Walking in the Rain" (Harry Vanda, George Young)
3. "Feel Up" (Grace Jones)
4. "La Vie en Rose" (Édith Piaf, Louigny)
5. "Demolition Man"  (Sting)
6. "Pull Up to the Bumper" (Koo Koo Baya, Grace Jones, Dana Mano)
7. "Private Life" (Chrissie Hynde)
8. "My Jamaican Guy" (Grace Jones)
9. "Living My Life" (Grace Jones)
10. "Slave to the Rhythm" (Bruce Woolley, Simon Darlow, Stephen Lipson, Trevor Horn)